# Ruta de Illinois 4
La Ruta de Illinois 4, y abreviada IL 4 (en inglés: Illinois Route 4) es una carretera estatal estadounidense ubicada en el estado de Illinois. La carretera inicia en el sur desde la IL 13  , IL 127   en Murphysboro hacia el norte en la BL 55     en Springfield. La carretera tiene una longitud de 274,3 km (170.44 mi).

## Mantenimiento
Al igual que las autopistas interestatales, y las rutas federales y el resto de carreteras estatales, la Ruta de Illinois 4 es administrada y mantenida por el Departamento de Transporte de Illinois por sus siglas en inglés IDOT.